# Васюта, Ольга Анатолиевна
Ольга Анатолиевна Васюта (род. 14 марта 1959, Львов) — советский и польский историк, политолог, доктор политических наук, профессор.

## Биография
Родилась в городе Львов. В 1981 году закончила Львовский государственный университет, начала работать в институте украинознавства НАНУ. Работала во Львовском политехническом институте, Тернопольской академии, Вместе с мужем переехала в Краков. Преподаёт в польских университетах предмет «национальная безопасность». Кандидатская диссертация: Интернациональная солидарность народов СССР с революционной борьбой трудящихся Польши, 1924—1939 гг.

## Личная жизнь
Муж — Васюта, Сергей Иванович, тесть Васюта Иван — ректор Прикарпатского университета.